# قرية الحمدى (الرضمة)

تعديل مصدري - تعديل

قرية الحمدى محلة تابعة لقرية بيت بدر، التابعة لعزلة أزال بمديرية الرضمة إحدى مديريات محافظة إب في الجمهورية اليمنية.، بلغ تعداد سكانها 160 حسب تعداد اليمن لعام 2004.